# Fan Ye (historicus)
Fan Ye (398–446) was een Chinese literaat en historicus in dienst van de Liu Song-dynastie (420-479). Zijn omgangsnaam was Weizong.
Hij was de hoofdsamensteller van het Boek van de Late Han, een van de boeken uit de Vierentwintig Geschiedenissen, de verzameling officiële geschiedenissen van Chinese keizerlijke dynastieën. Verder bracht hij zichzelf regelmatig in moeilijkheden omdat hij zich niet hield aan de gebruikelijke confucianistische conventies. In 446 werd hij beschuldigd van een poging tot staatsgreep en op keizerlijk bevel samen met zijn gehele familie geëxecuteerd.

## Biografie

### Afkomst

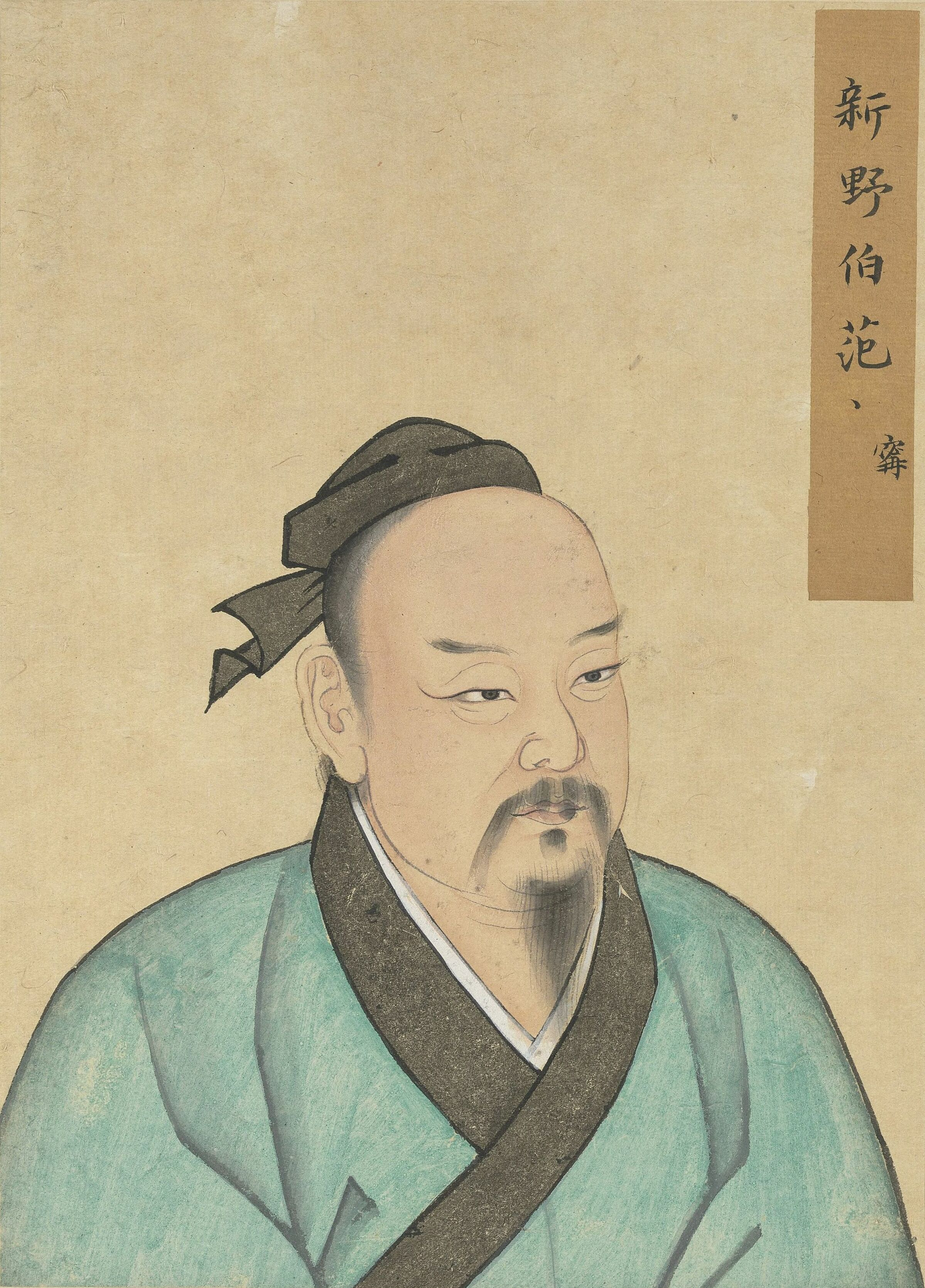
Fan Ning (范寗), grootvader van Fan Ye.

Fan Ye was afkomstig uit Shunyang (順陽), het huidige Liguanqiao (李官橋) in het district Xichuan (淅川县) van de stadsprefectuur Nanyang in de provincie Henan. Hij werd geboren in een vooraanstaande familie van ambtenaar-literaten. Zijn overgrootvader, Fan Wang (范汪, 308-372) was een generaal in dienst van de Oostelijke Jin-dynastie (317-420) die de titel "Markies van het Wuxing district" (武興縣侯, Wuxing xiang hou) ontving en tevens samensteller was van twee commentaren op hoofdstukken uit het Boek der Documenten. De grootvader van Fan Ye, Fan Ning (范寧, 339-401), was prefect van een district en een confucianistische geleerde. Hij was samensteller van een reeks annotaties op het Commentaar van Guliang op de Lente- en herfstannalen, die later het standaardcommentaar op dat werk zou worden. De vader van Fan Ye, Fan Tai (范泰, 355–428), was minister bij het Centrale Secretariaat en onderhield nauwe contacten met Liu Yu (363-422), ook nadat die in 420 de Liu Song-dynastie had gesticht.
Fan Ye was de vierde zoon van Fan Tai. Zijn oudere broers waren Fan Ang (范昂, jong gestorven), Fan Hao (范暠) en Fan Yan (范晏). Verder had hij nog een jongere broer, Fan Guangyuan (范廣淵). Zijn moeder was een concubine van Fan Tai. Zij bracht Fan Ye in een toilet ter wereld, waarbij haar zoon zijn hoofd tegen een steen stootte. Hij kreeg daarom als kind de bijnaam zhuan (磚, baksteen). Fan Ye werd geadopteerd door zijn achteroom Fan Hongzhi (范弘之), net als zijn vader een kleinzoon van Fan Wang. Omdat Fan Hongzhi kinderloos was erfde Fan Ye zo van hem de titel "Markies van het Wuxing district". Vanaf jonge leeftijd was Fan Ye leergierig, kende klassieke en historische teksten, beheerste het noteren van muziek en was kundig in het bespelen van de pipa.

### Ambtelijke loopbaan
Toen Liu Yu in 420 de Liu Song-dynastie stichtte, werd Fan Ye benoemd tot secretaris van Liu Yikang (劉義康, 409-451). Hij was de vierde zoon van de nieuwe keizer en was door zijn vader benoemd tot (titulair) gouverneur van de provincie Yu (豫州, het middendeel van het huidige Anhui en het zuidoostelijke deel van Henan). Toen de vader van Fan Ye in 428 overleed, nam hij ontslag om zo de gebruikelijke driejarige rouwperiode in acht te kunnen nemen. 

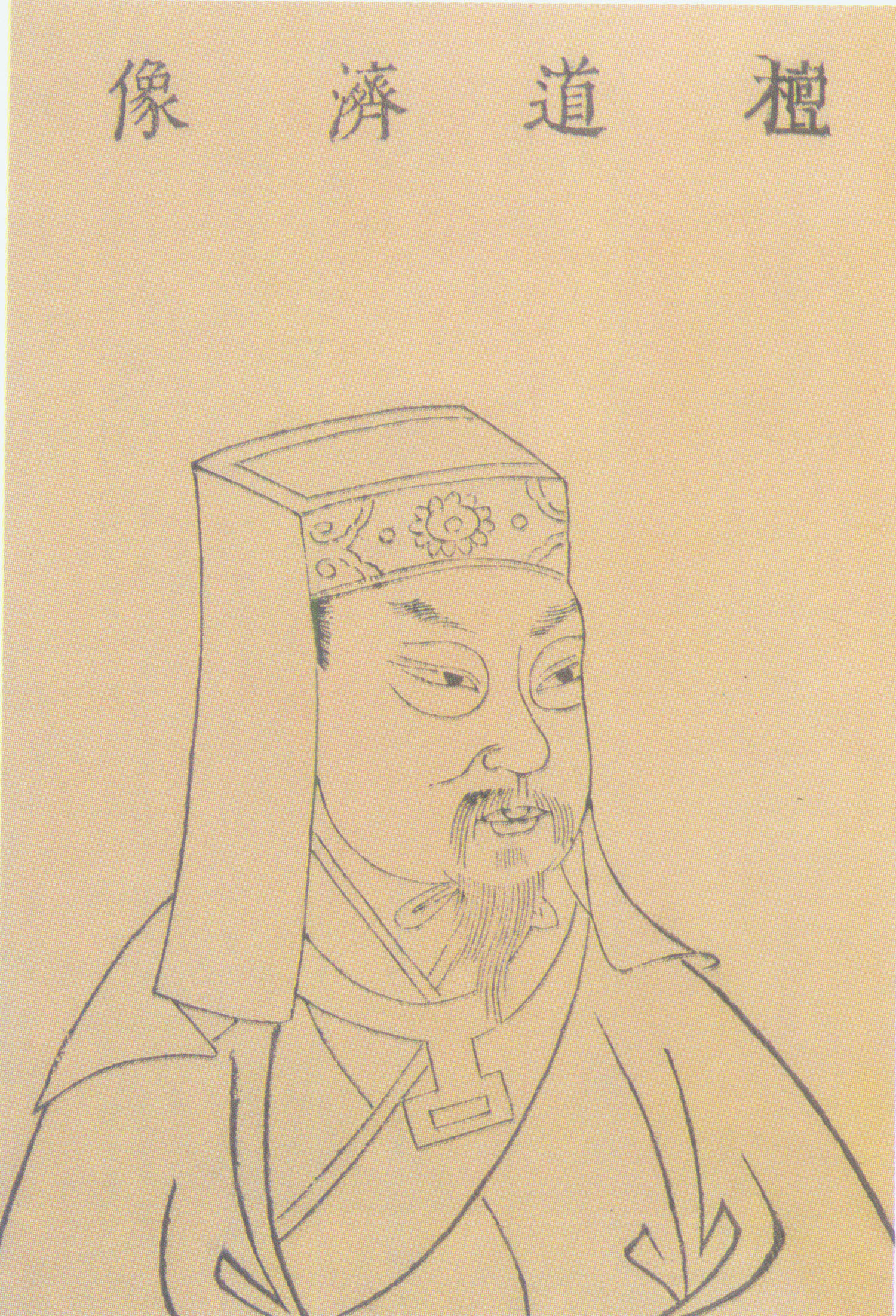
Generaal Tan Daoji

In 430 kwam hij in dienst van generaal Tan Daoji (檀道濟, †436), gouverneur van de provincie Jiang (江州, het huidige Jiangxi en Fujian). Fan Ye nam in 431 deel aan de door Tan Daoji geleide veldtocht tegen de Noordelijke Wei. Nadat hij eerst deelname had geweigerd vanwege een beenwond dwong keizer Wen (r.424-452) hem als toezichthouder op het transport van goederen toch nog mee te gaan. Het jaar daarop woonde Fan Ye de begrafenis van de moeder van Liu Yikang (halfbroer van de keizer) bij. Toen Fan Ye op de avond van de begrafenis met zijn broer Fan Guangyuan een banket organiseerde, reageerde Liu Yikang daar woedend op. Hij degradeerde hem tot prefect van Xuancheng. 
Tijdens zijn feitelijke ballingschap in Xuancheng verzamelde Fan Ye documenten over de Late Han-dynstie (23-220) om daaruit zelf een geschiedenis van die dynastie samen te stellen. Dit leidde tot zijn magnum opus, het Boek van de Late Han. In 438 liep zijn ambtstermijn af en werd hij overgeplaatst naar het gevolg van Liu Yixin (劉義欣, 404-439), een neef van Liu Yu (r.420-422), stichter van de Liu Song-dynastie. Ook nu dreigde hij zichzelf door zijn eigen gedrag weer in moeilijkheden te brengen. In 439 overleed zijn stiefmoeder, de belangrijkste vrouw van zijn vader Fan Tai. Volgens de etiquette had Fan Ye meteen naar de begrafenis moeten komen, maar hij kwam pas laat aan en gebruikte daarbij ziekte als excuus. Bovendien nam hij ook een concubine mee. Dit werd als respectloos gedrag gerapporteerd aan keizer Wen, die hem echter zo waardeerde dat hij hem daarvoor niet bestrafte.
In 440 kwam Fan Ye in dienst bij Liu Jun (劉濬, 429-453), tweede zoon van keizer Wen en (nominaal) gouverneur van de provincie Yangzhou. Omdat hij pas 12 jaar oud was, werden staatszaken feitelijk geregeld door Fan Ye, waardoor zijn invloed snel toenam. Hij werd in 442 benoemd tot secretaris van de prins, nadat hij eerder al was bevorderd tot (linker)generaal van de keizerlijke garde. Samen met de (rechter)generaal, Shen Yanzhi (沈演之, 397-449) waren zij bevelhebbers over die troepen. Fan Ye dreef in gedichten graag de spot met zijn collega's. Zo vergeleek hij in Hexiangfang (和香方) Shen Yanzhi met "saaie jujubepasta" (昏鈍的棗膏, hundun de zaogao), terwijl hij zichzelf omschreef als "kalm en makkelijk in de omgang" (沈實易和, shenshiyihe). In 444 werd Fan Ye benoemd tot taizi zhanshi (太子詹事), verantwoordelijk voor het huishouden van de kroonprins.

### Executie

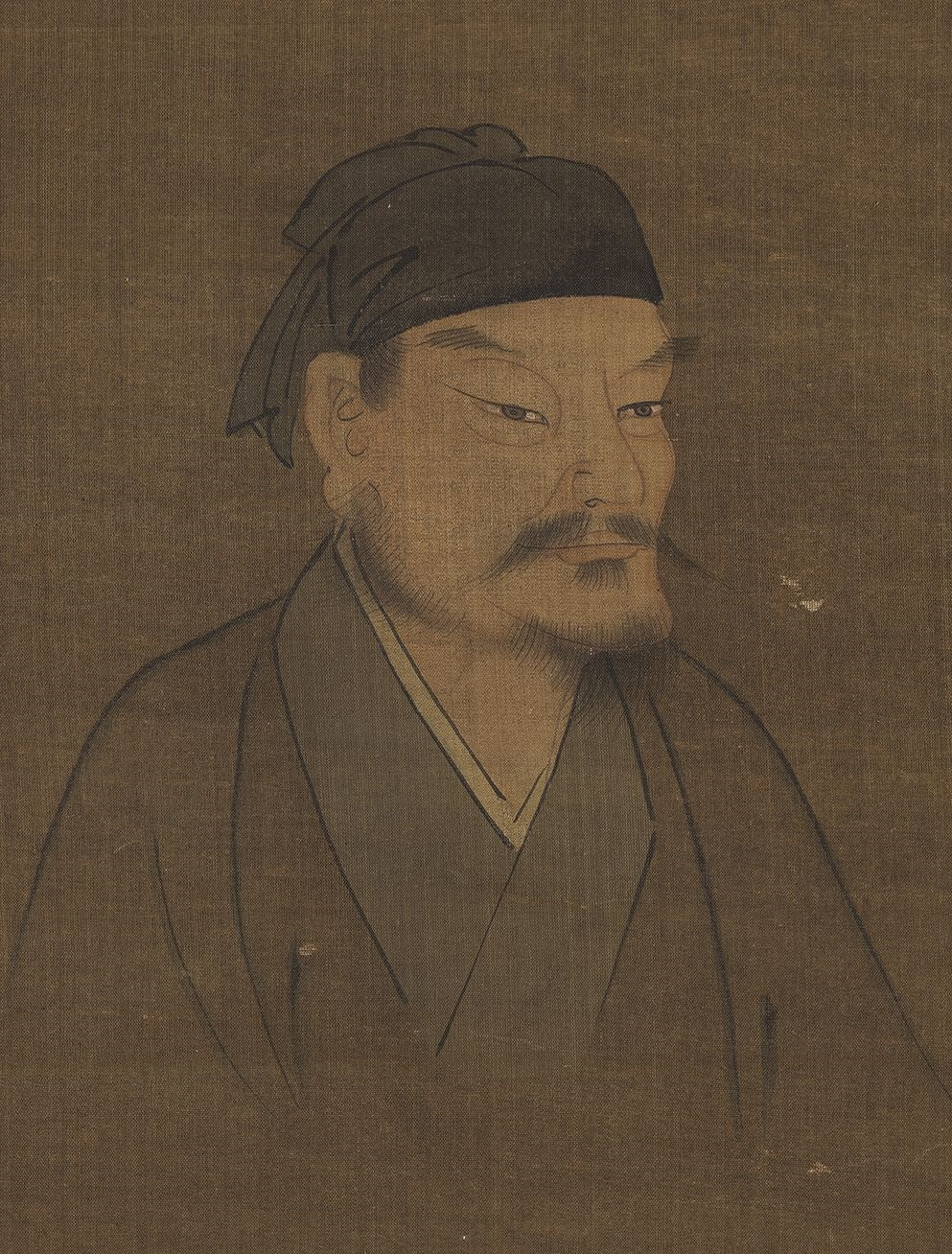
Keizer Wen die bevel gaf tot de executie van Fan Ye.

Ondertussen was er een verwijdering ontstaan tussen keizer Wen en zijn halfbroer Liu Yikang, de eerste minister. De keizer bekeek de groeiende machtspositie van zijn halfbroer met wantrouwen. Hij ontsloeg hem in 440 en degradeerde hem tot gouverneur van de provincie Jiang (江州, de huidige provincies Jiangxi en Fujian). Kong Xixian (孔熙先, 410-445), een loyale ondergeschikte van Liu Yikang, besloot een opstand te organiseren, zodat Liu Yikang de macht kon overnemen van keizer Wen. Om voldoende functionarissen voor zich te winnen achtte Kong Xixian de steun van Fan Ye noodzakelijk. Hij kwam via Xie Zong (謝綜), een neef van Fan Ye, in contact met hem en wist allengs zijn vertrouwen te winnen. Na een verzoening tussen Fan Ye en Liu Yikang tot stand te hebben gebracht, verkreeg Kong Xixian zijn steun voor het plan voor een staatsgreep. In 446 meldde een van de deelnemers, Xu Zhanzhi (徐湛之, 410-453) het complot aan keizer Wen en noemde Fan Ye de leider van de opstand. Die werd vervolgens met zijn gehele familie terechtgesteld, waaronder ook zijn drie zonen, Fan Ai (范藹, 423-445), Fan Yao (范遙) en Fan Shulou (范叔蔞). Alleen zijn kleinzoon Fan Lulian (范魯連, zoon van Fan Ai) werd gespaard. Zijn moeder was een dochter van Liu Rongnan (劉榮男), zelf een dochter van keizer Wu, de stichter van de Liu Song-dynastie. Fan Lulian was op die manier verwant aan de keizerlijke familie.

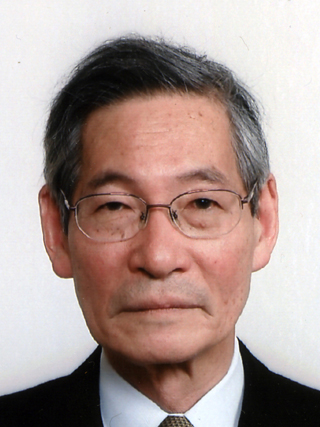
Yoshikawa Tadao

De biografie van Fan Ye bevindt zich in juan 69 van het Boek van de Song, een van de officiële dynastieke geschiedenissen en samengesteld door de ambtenaar-literaat Shen Yue. De 18e-eeuwse geleerde Wang Mingsheng (王鳴盛, 1722-1797), specialist op het terrein van de officiële dynastieke geschiedenissen, stelde in zijn Shiqishi shanque (十七史商榷, "Kritische studie van de zeventien dynastieke geschiedenissen") uit 1788 dat de biografie van Fan Ye door Shen Yue opzettelijk was verdraaid. Fan Ye zou onschuldig zijn aan verraad en niet zo excentriek zijn geweest als door Shen Yue beschreven. In zijn Shika Han'yō no muhon (史家范曄の謀反, "Opstand van de historicus Fan Ye") bracht de 20e-eeuwse Japanse historicus Yoshikawa Tadao (吉川忠夫, *1937) daar tegenin  dat het eigenaardige gedrag van Fan Ye ook herkenbaar was uit andere eigentijdse bronnen en dus meer moet zijn geweest dan alleen een bedenksel van Shen Yue.

## Literaire prestaties

### Boek van de Late Han

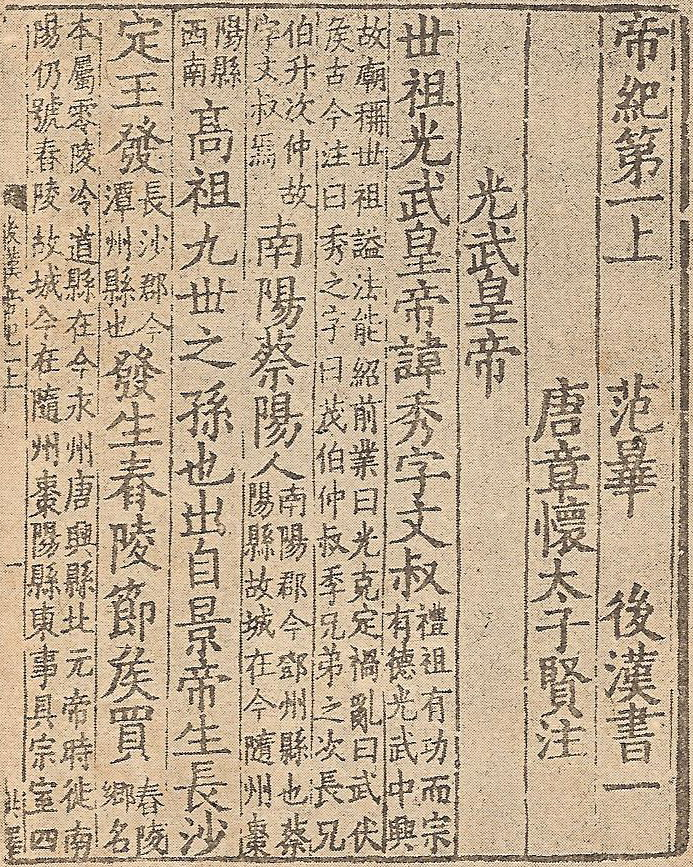
Fragment uit Houhanshu

Het grote culturele belang van Houhanshu werk blijkt uit de uitdrukking wujing sanshi (五經三史, "vijf klassieken en drie geschiedenissen"). De "Vijf Klassieken" vormden de kern van de confucianistische canon. Met "drie geschiedenissen" werden naast Houhanshu twee andere dynastieke geschiedenissen bedoeld, Shiji en Hanshu. Deze werken behoorden tot de basiskennis van de ambtenaar-literaten in China en in landen die door China cultureel waren beïnvloed.

### Gebruikte literatuur
- (en)  Knechtges, David R., "Fan Ye" in: Knechtges, David R. en Chang Taiping (red.), Ancient and Early Medieval Literature. A Reference Guide (Handbuch der Orientalistik; 4. Abt., China; vol.25/1), Leiden (Brill) 2010, deel I, ISBN 978-90-04-19127-3, pp. 218–222.
- (en)  Lu Zongli, 'Fan Yeh' in: Nienhauser, William H. (ed.), Indiana Companion to Traditional Chinese Literature, deel 2, Bloomington (Indiana University Press), 1998, ISBN 0-253-33456-X, pp. 38-42.

### Overige literatuur
- (en)  Egan, Ronald C., "The Prose Style of Fan Yeh" in: Harvard Journal of Asiatic Studies 39 (1979), pp. 339-401.
- (ja)  吉川忠夫, 「史家范曄の謀反」 ,『侯景の乱始末記. 南朝貴族社会の命運』, 東京 (中央公論社) 1974 (Yoshikawa Tadao, 「Shika Han'yō no muhon」 de: 『Kōkei no ran shimatsu-ki. Nanchō kizoku shakai no meiun』, Tōkyō (Chūō Kōronsha) 1974), ISBN 49-09-86800-3.

[「De opstand van de historicus Fan Ye」 in: 『Het verhaal van de opstand van Hou Jing. Het lot van de aristocratie van de Zuidelijke Dynastieën』].